# غلامي (عشر ستاق)
غلامي (بالفارسية: غلامی) هي قرية تقع في إيران في قسم عشر ستاق الريفي. يقدر عدد سكانها بـ 123 نسمة .